# 耿马县
耿马县，中国旧县名。
1952年改耿马设治局置，治所在今云南省耿马傣族佤族自治县耿马镇。属于缅宁专区。1954年，缅宁专区改为临沧专区，耿马县隶临沧专区。1955年撤销耿马县，改设耿马傣族佧佤族自治县。1963年改为耿马傣族佤族自治县。